# 阿霞
《阿霞》，為俄國作家伊凡·屠格涅夫於1858年年出版的中篇小說。該作品與《初戀》皆為屠格涅夫自傳體性質的小說。

## 主要人物
- L先生 : 本故事的男主角，亦是伊凡·屠格涅夫寄託自身情感的角色，是一位25歲，因自一位寡婦身上受到情傷而於德國旅行的俄國青年，有著理性又冷靜的個性。
- 安娜·尼古拉耶芙娜 : 本故事的女主角，小名即是本書名稱《阿霞》，是一位感情豐富，直率又與眾不同的17歲少女，有著不尋常的身世與家庭背景，為佳金的父親和家中的女僕塔吉安娜在妻子過世後所生下。
- 佳金 : 阿霞的兄長，卻和阿霞受到截然不同的教育，被伯父帶至彼得堡後受到正統教育，而後順利進入軍官學校，直到父親死亡後才與阿霞同住。

## 故事簡介
故事的一開始由主人翁L先生回憶20年前的故事為起頭，當時25歲的他為療癒自俄國寡婦身上受到的情傷，並且開闊自己的見識與身心，而隨意旅行於德國的Z小鎮。在旁觀一場德國大學生的聚會中偶遇了同為俄國人的佳金與阿霞，受到了佳金的邀請，L先生與阿霞便展開了一段不解之緣，起初佳金及L先生一見如故而無話不談，阿霞在L先生眼中卻只是個性情古怪又好動的17歲少女，之後，L先生偶然發現了佳金兄妹不尋常的對話後對他們信任破滅，認為他們善於欺騙而虛偽，便離開他們而自行遊歷了萊茵河畔幾天。
直到歸來之後受到佳金的再次邀請才勉強赴約，佳金向L先生坦承了自己與阿霞的關係及兩人的身世，並解釋了阿霞性情古怪的原因之後，L先生對他倆才有了更深的認識並且完全改觀，解開了之前的誤會。之後，阿霞和L先生有了幾次更多的接觸後，阿霞派人捎來一個信條約了一場會面，正巧此時佳金前來說明阿霞已愛上了L先生的事實，並商量解決之道，L先生最終赴約了，當阿霞表明了自己願意全然奉獻之時，L先生知道自己縱使愛她，卻不可能和她結為連理，而後阿霞奪門而出之際，L先生才感覺到了完全懊悔並且全然愛上了阿霞，經過一番尋覓後，佳金找回了阿霞，並與L承諾隔天再見。
L返家後不斷想著隔天要與阿霞告白的光景，並且內心雀躍不已，而當L重返佳金家中，才發現一切為時已晚，女僕遞來了一封佳金轉交的信，他認為最好的處理方式即是離去，因為他認為L並不可能和阿霞結婚，L為此懊悔不已，並且急切地四處詢問兄妹的下落，輾轉來到了倫敦並且尋覓了好幾年卻仍然毫無所獲，最後終於放棄了尋找，只好不斷洗腦自己，就算兩人結為連理，卻不會有比現在更好的結果，但在他這一生多次的愛情裡，他始終堅信阿霞那雙含情脈脈的眼眸才是他真正的愛情。